# Autolycus (Mondkrater)
Autolycus ist ein Einschlagkrater auf der Mondvorderseite am Rand des Mare Serenitatis, zwischen dem Krater Archimedes im Westen und Aristillus im Norden.
Der Kraterrand ist unregelmäßig und teilweise erodiert.
| Buchstabe | Position          | Durchmesser | Link |
| --------- | ----------------- | ----------- | ---- |
| A         | 30,91° N, 2,17° O | 4 km        |      |
| K         | 31,21° N, 5,42° O | 3 km        |      |

Der Krater wurde 1935 von der IAU nach dem griechischen Astronomen und Mathematiker Autolykos von Pitane offiziell benannt.